# Günther von Kluge
Günther "Hans" von Kluge (30 tháng 10 năm 1882 – 19 tháng 8 năm 1944) là một Thống chế Quân đội Đức Quốc xã. 

Ông sinh tại Posen trong một gia đình quân đội người Phổ. Trong Thế chiến thứ nhất, von Kluge làm lính tham mưu và năm 1916 tham chiến tại trận Verdun.
Năm 1936 von Kluge lên chức thiếu tướng và năm 1937 ông chỉ huy Tập đoàn quân số 6, đạo quân này năm 1939 đổi thành Tập đoàn quân số 4 trong trận tấn công Ba Lan. Tuy von Kluge không tán thành đề nghị tấn công Tây Âu nhưng vẫn chỉ huy Tập đoàn quân số 4 tràn sang khu Ardennes và tham gia xâm lăng Pháp. Tháng 7 năm 1940 von Kluge thăng chức thống chế và đem Tập đoàn quân số 4 sang đánh Liên Xô, trong chiến dịch Barbarossa. Tại chiến trường này, ông bắt đầu có xích mích với tướng thuộc hạ là Heinz Guderian vì khác biệt về chiến thuật và vì ông này thường không nghe theo lời chỉ huy của von Kluge.
Von Kluge thay thế Fedor von Bock thống lãnh Cụm Tập đoàn quân Trung tâm từ cuối năm 1941. Von Kluge thường thanh tra đạo quân của mình bằng máy bay và khi chán thì lại hay dùng máy bay để săn chồn, một thú tiêu khiển khá lập dị.
Ngày 27 tháng 10 năm 1943, von Kluge bị thương nặng trong tai nạn lật xe trên tuyến đường Minsk–Smolensk. Ông phải nghỉ việc nằm nhà cho đến 1944 mới hồi phục và sau đó thay thế Gerd von Rundstedt làm Tổng chỉ huy miền Tây.
Von Kluge ít nhiều có dính líu đến phong trào chống đối Hitler trong quân đội Đức. Tham mưu trưởng của ông tại Cụm tập đoàn quân Trung tâm là Henning von Tresckow, một thành viên của nhóm sĩ quan ngấm ngầm chống Adolf Hitler. Von Kluge biết Tresckow có ý định ám sát Hitler khi Hitler đến viếng thăm nhưng không truy tố thuộc hạ của mình. Tuy von Kluge không hề hợp tác trong âm mưu 20 tháng 7, ông bị Hitler triệu từ Pháp về Berlin sau khi âm mưu này thất bại. Nghĩ rằng Hitler sẽ kết tội ông là thành viên của nhóm âm mưu ám sát, von Kluge uống thuốc độc cyanide tự tử trên chuyến bay về Berlin. Ông viết tâm thư yêu cầu Hitler xin hòa với Đồng Minh để tránh kéo dài thêm cuộc chiến vô vọng của Đức Quốc xã. Theo lời kể lại thì sau khi Hitler đọc thư này, ông đưa cho Alfred Jodl xem và nói rằng nếu von Kluge không tự tử thì cũng bị bắt tù vì những lời khuyên phản trắc.